# 聚利川旧址
聚利川旧址是一座民国建筑，位于山西省晋中市太谷区明星镇城内南河街。2009年8月19日聚利川旧址被列为第二批56处太谷县文物保护单位之一